# Tehri-Talsperre
Die Tehri-Talsperre ist die größte Talsperre des „Tehri Hydro Project“, eines großen Wasserkraftwerkprojekts bei Tehri im Bundesstaat Uttarakhand in Indien. 
Der Steinschüttdamm ist mit 261 m Höhe derzeit je nach Zählweise die fünft- bis zehnthöchste Talsperre der Erde. Gestaut werden die Flüsse Bhagirathi und Bhilangna.
Die Wasserkraftwerke, werden insgesamt eine Leistung von 2400 Megawatt haben. Diese setzt sich zusammen aus dem Tehri-Wasserkraftwerk (1.000 MW) und dem Tehri-Pumpspeicherkraftwerk (1.000 MW) an der Hauptsperre und dem Koteshwar Hydro Hydro Power Plant 14 (oder 22) km flussabwärts bei Koteshwar, wo ein weiteres Kraftwerk mit einer Leistung von 400 MW entstehen soll.
In der ersten Phase werden allerdings nur 1.000 MW bereitstehen. Dies soll der leistungsstärkste Kraftwerkskomplex in Indien sein.
Außerdem stabilisiert die Talsperre die Bewässerung von 6.000 km² und erweitert die Bewässerungsfläche um weitere 2.700 km². Weiterhin versorgt sie industrialisierte Städte in Delhi, Uttar Pradesh und Uttarakhand mit 1 Million m³ Trinkwasser pro Tag.
Ursprünglich war mit Baukosten von vier Millionen US-Dollar gerechnet worden. Inzwischen ist schon der Gegenwert von 1 Milliarde Dollar ausgegeben worden und teilweise werden die Gesamtkosten schon mit 2 Mrd. Dollar angegeben.
Die Planungen begannen 1972 und die Bauarbeiten 1978. Die "Tehri Hydro Development Corporation" (THDC) wurde am 12. Juli 1988 als Gemeinschaftsprojekt der Indischen Regierung und der Regierung von Uttar Pradesh gegründet (bevor sich Uttarakhand von Uttar Pradesh abspaltete), um den Bau der Talsperre zu überwachen. Der Staudamm als Hauptteil des Projekts wird nahe bei der alten Stadt Tehri gebaut, die an dem Zusammenfluss der Flüsse Bhagirathi, dem größten Nebenfluss des Ganges, und dem Bhilangana liegt. Die Wasserfläche des Stausees wird 52 km² umfassen. Die alte Stadt Tehri und 112 Dörfer werden im Wasser versinken und 100.000 Menschen werden umgesiedelt.
Gegen diese Talsperre gab es intensive Proteste von Umweltgruppen und von der Bevölkerung in der Region. Der Widerstand gegen die Umsiedlung von mehr als 100.000 Menschen hat zu verschleppenden gerichtlichen Auseinandersetzungen geführt und das Projekt lange verzögert. Neben den Umweltbedenken gegen die Lage von großen Talsperren im empfindlichen Ökosystem am Fuß des Himalayas gibt es auch Bedenken, die die Sicherheit der Talsperre betreffen. Die Tehri-Talsperre befindet sich an der Zentralen Himalayischen Falte, eine größere geologische Verwerfungszone. In dieser Region gab es im Oktober 1991 ein Erdbeben mit der Magnitude 6,8 nach der Richter-Skala, wobei das Epizentrum 50 km vom Damm-Standort entfernt war. Bei dem Erdbeben starben mehrere hundert Menschen. Wissenschaftler befürchten, dass ein Erdbeben der Magnitude 8 auch dem Damm Schaden zufügen könnte. - In einem der Tunnel hat es im August 2004 einen schweren Unfall gegeben, als ein Teil des Tunnels bei schweren Regenfällen zusammengebrochen ist.
Nach einem Gerichtsentscheid wurde der Tunnel T2 der Talsperre am 29. Oktober 2005 geschlossen und damit die Füllung des Reservoirs eingeleitet. Eigentlich war das im Dezember 2002 vorgesehen gewesen. Zwei andere tiefer gelegene Tunnel, T3 und T4, waren im Dezember 2001 verschlossen worden. Aber das Schließen des Tunnels T2 hat noch zu einer weiteren Kontroverse geführt, weil das die Wasserführung des Bhagirathi auf 2 m³/s statt der normalen 1000 m³/s vermindert hat. Nach der Hindu-Mythologie ist der Fluss Bhagirathi der eigentliche Ganges (der den gleichen Namen trägt wie die Göttin Ganga), obwohl der Fluss den Namen Ganga oder "Ganaga" erst ab dem Zusammenfluss des Bhagirathi mit dem Alaknanda bei Devprayag führt.
Wenn die Wassermenge des Bhagirathi so vermindert wird, wird kaum Wasser des Bhagirathi den 80 km entfernten Ganges erreichen. Die Heiligkeit der Ganga wird dadurch vermindert und das hat Ressentiments erzeugt.
Aber die Füllung der Talsperre ging weiter. Bei 720 m konnte der Testlauf der Generatoren beginnen. Der erste Generator ist seit Juni 2006 am Netz und liefert Elektrizität.